# Thynnidae

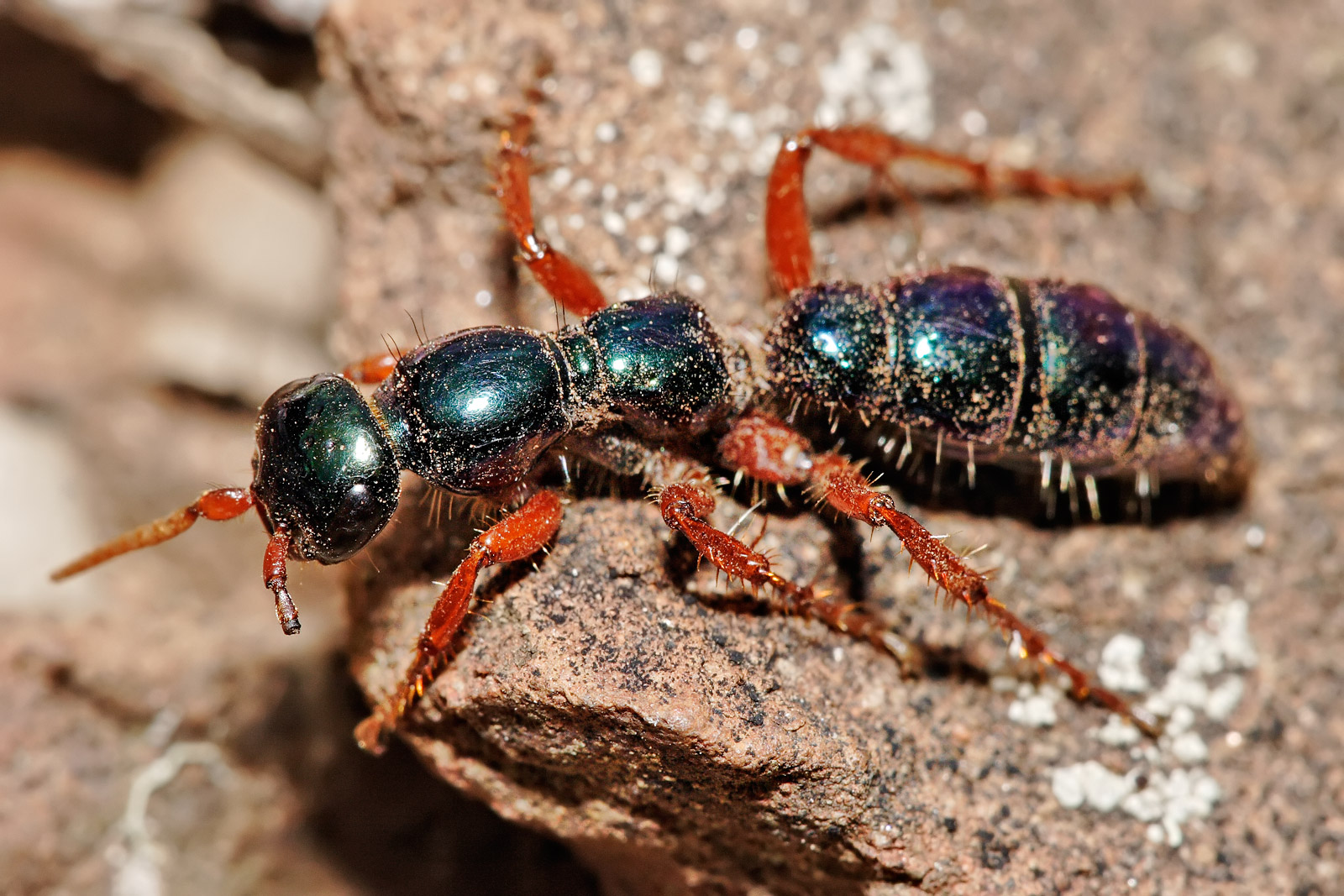
Diamma bicolor (subfamilia Diamminae), hormiga azul buscando grillos topo.

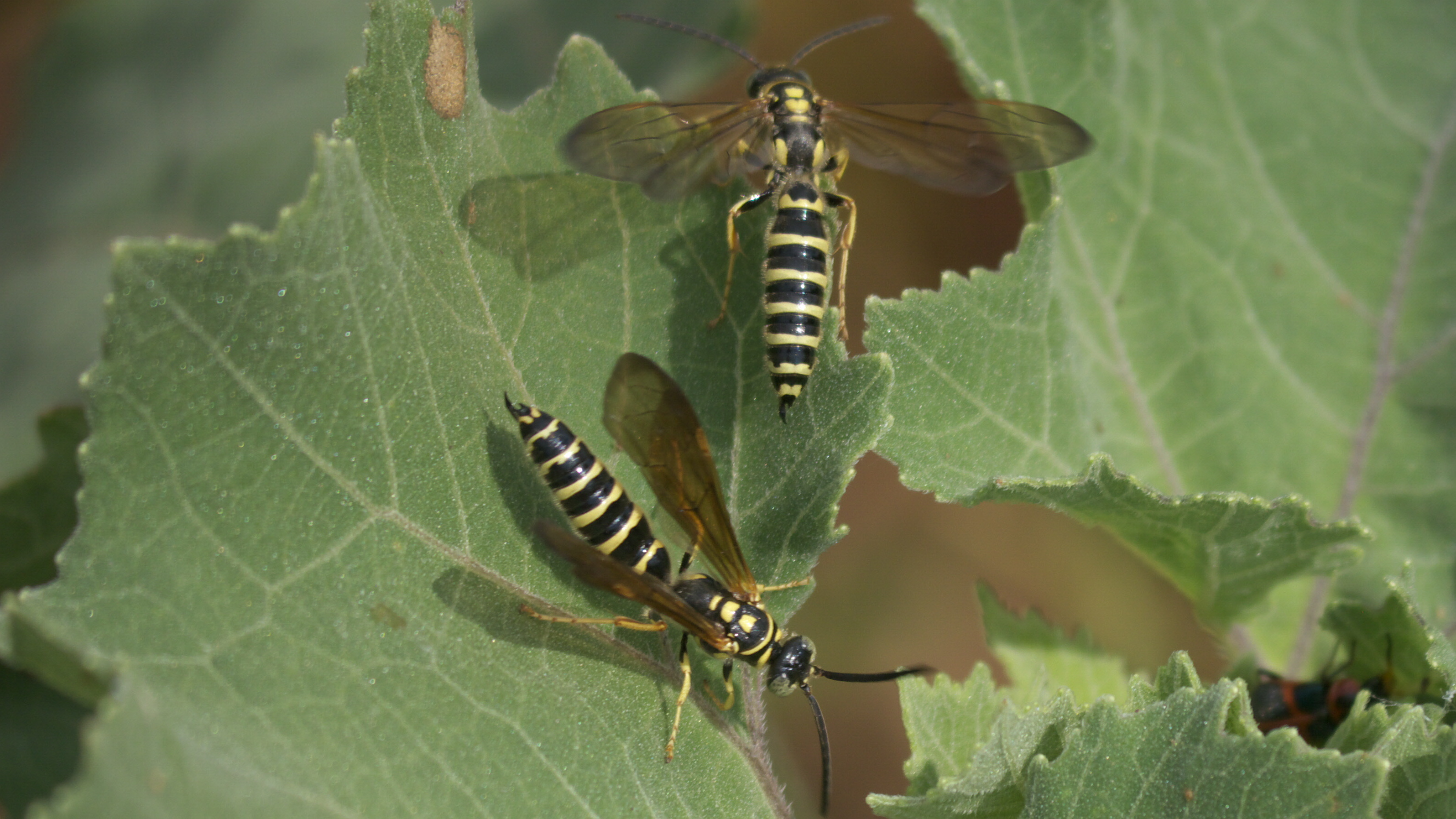
Myzinum quinquecinctum (subfamilia Myzinae).

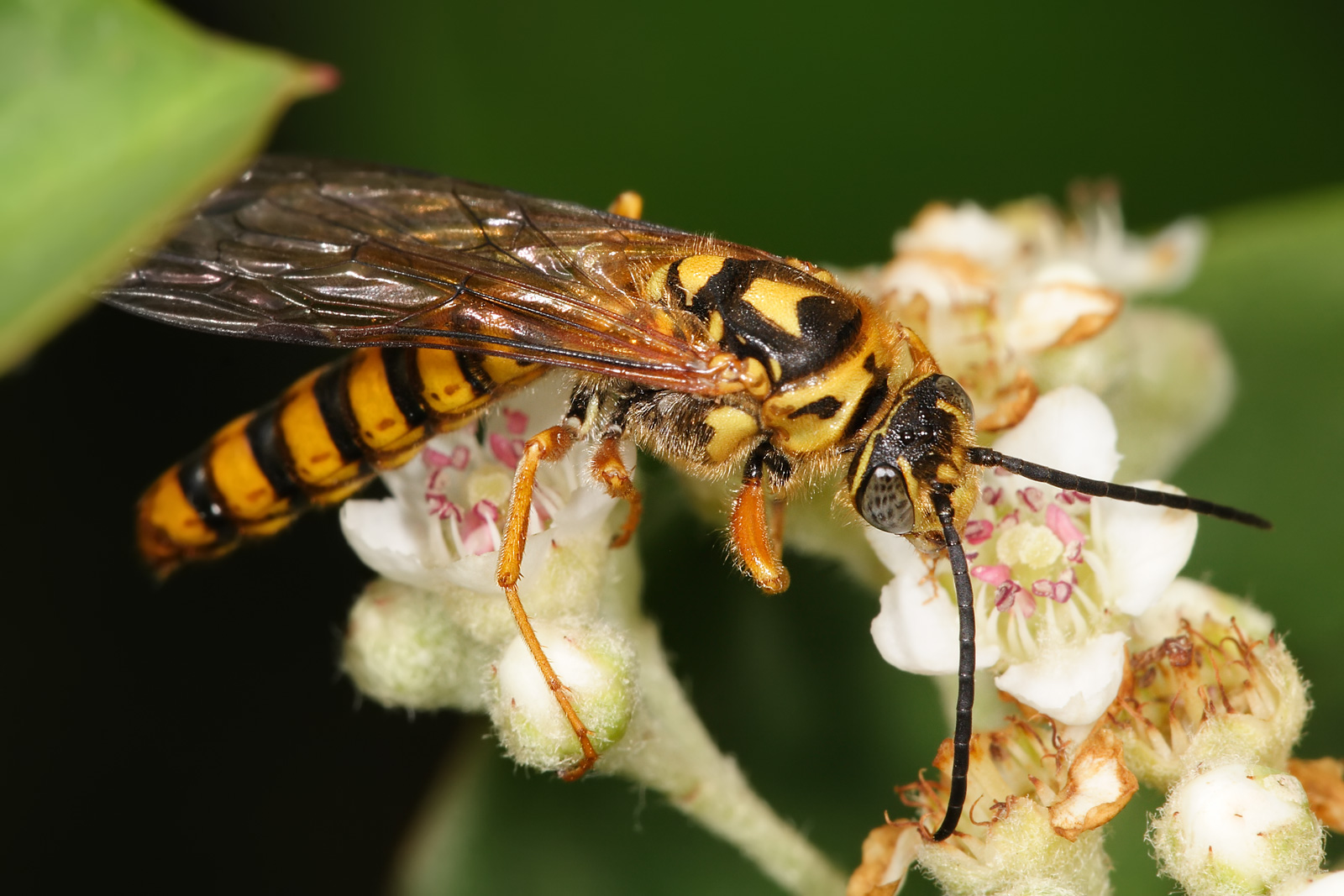
Agriomyia sp. (subfamilia Thynninae), macho.

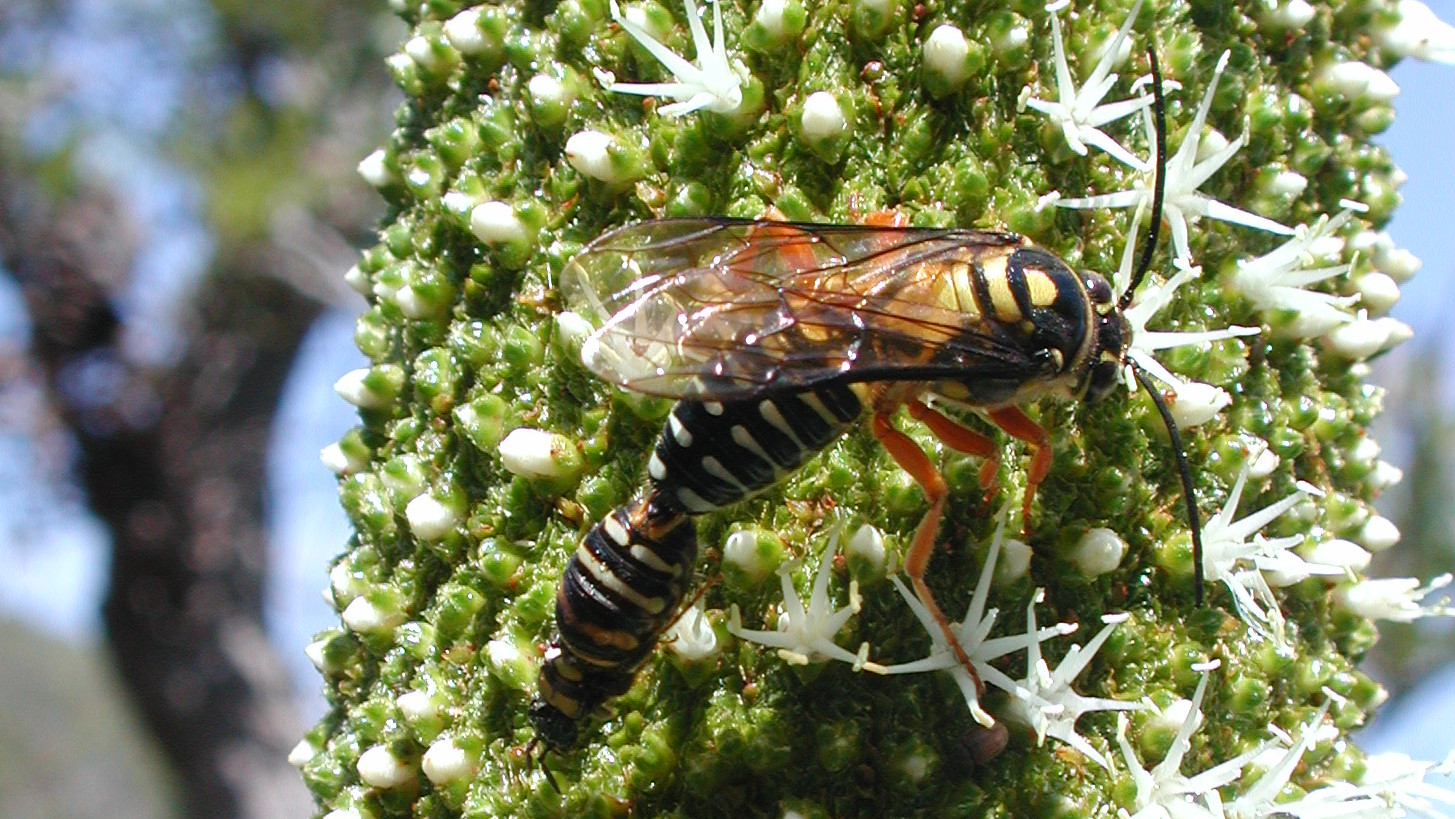
Zaspilothynnus sp. (subfamilia Thynninae), apareándose. El macho es más grande y tiene alas.

Los tinidos (Thynnidae) son una familia de himenópteros apócritos solitarios de la superfamilia Tiphioidea (antes considerados en la superfamilia Vespoidea) cuyas larvas en su gran mayoría son ectoparásitos de larvas de diversos escarabajos especialmente de los de la superfamilia Scarabaeoidea. Anteriormente las subfamilias de Thynnidae eran clasificadas como miembros de Tiphiidae.

## Características
Muchas especies son pequeñas, pero otras alcanzan 30 mm. Las hembras de las subfamilias Diamminae y Methochinae carecen de alas. En cambio las hembras de las subfamilias Anthoboscinae y Myzininae son siempre aladas.

## Historia natural
Cazan larvas de escarabajos residentes del suelo. La hembra tiene que cavar para encontrar a su presa, por eso carecen de alas en algunas especies. Cuando encuentra una presa la paraliza con el veneno de su aguijón, cava más profundo y construye una celdilla. Pone un huevo en la presa para que la cría pueda alimentarse durante su desarrollo. En muchos casos inyectan su veneno y no utilizan la larva, pero ésta no se recupera.
Los adultos se alimentan de néctar y son polinizadores secundarios. En aquellas especies en que ambos sexos son alados, los machos y las hembras son de igual tamaño, pero en los que la hembra carece de alas el macho es más grande y puede llevar a la hembra volando unido a ella por sus órganos sexuales. Esto es importante para la hembra porque es la única forma en que puede obtener néctar.
Se los considera útiles como controles biológicos, especialmente la subfamilia Myzininae, por alimentarse de larvas de escarabajos, muchos de los cuales son plagas dañinas. A veces se las ha introducido en otros países para que cumplan esta función.

## Taxonomía
La clasificación de los géneros de Thynnidae es como sigue:

### Subfamilia:Anthoboscinae
- Anthobosca Guérin-Ménéville, 1838
- Anthosila Genise, 1985
- Calchaquila Genise, 1985
- Cosila Guérin-Méneville, 1838
- Lalapa Pate, 1947
- Odontothynnus Cameron, 1904
- Paramyzine Berg, 1898

### Subfamilia:Diamminae
- Diamma Westwood, 1835

### Subfamilia:Methochinae
- Methocha Latreille, 1804
- Pterombrus Smith, 1869

### Subfamilia:Myzininae
- Allomeria Boni Bartalucci, 2007
- Braunsomeria Turner, 1912
- Meria Illiger, 1807
- Mesa Saussure, 1892
- Myzinum Latreille, 1803
- Poecilotiphia Cameron, 1902

### Subfamilia:Thynninae
- Aelurus Klug, 1840
- Aeolothynnus Ashmead, 1903
- Agriomyia Guérin-Ménéville, 1838
- Ammodromus Guérin-Méneville, 1838
- Argenthynnus Genise, 1991
- Ariphron Kimsey, 2007
- Arthrothynnus Brown, 1996
- Aspidothynnus Turner, 1910
- Aulacothynnus Turner, 1910
- Belothynnus Turner, 1910
- Brethynnus Genise,, 1991
- Campylothynnus Turner, 1910
- Catocheilus Guérin-Ménéville, 1842
- Chilothynnus Brown, 1996
- Chrysothynnus Turner, 1910
- Deuterothynnus Brown, 2010
- Dimorphothynnus Turner, 1910
- Doratithynnus Turner, 1910
- Dythynnus Kimsey, 2001
- Eirone Westwood, 1844
- Elaphroptera Guérin-Ménéville, 1838
- Elidothynnus Turner, 1910
- Epactiothynnus Turner, 1910
- Eucyrtothynnus Turner, 1910
- Glottynnus Genise, 1991
- Glottynoides  Kimsey, 1991
- Guerinius Ashmead, 1903
- Gymnothynnus Turner, 1910
- Hathynnus Kimsey, 2003
- Heligmothynnus Brown, 2010
- Hemithynnus Ashmead, 1903
- Kaysara Carnimeo & Noll, 2018
- Iswaroides Ashmead, 1899
- Leiothynnus Turner, 1910
- Lestricothynnus Turner, 1910
- Lophocheilus Guérin-Ménéville, 1842
- Macrothynnus Turner, 1908
- Mesothynnus Kimsey, 1991
- Neozeleboria Rohwer, 1910
- Oncorhinothynnus Salter, 1954
- Ornepetes Guérin, 1838
- Pampathynnus Carnimeo & Noll, 2018
- Phymatothynnus Turner, 1908
- Pogonothynnus Turner, 1910
- Psammothynnus Ashmead, 1903
- Pseudelaphroptera Ashmead, 1903
- Pseudoscotaena Carnimeo & Noll, 2018
- Rhagigaster Guérin-Ménéville, 1838
- Rhytidothynnus Brown, 2008
- Scotaena Klug, 1810
- Spilothynnus Ashmead, 1903
- Tachynoides Kimsey, 1996
- Tachynomyia Guérin-Ménéville, 1842
- Tachyphron Brown, 1995
- Tmesothynnus Turner, 1910
- Thynnoides Guérin-Ménéville, 1838
- Thynnoturneria Rohwer, 1910
- Thynnus Fabricius, 1775
- Zaspilothynnus Ashmead, 1903
- Zeena Kimsey, 1991
- Zeleboria Saussure, 1867